# Orgilus validus
Orgilus validus är en stekelart som beskrevs av Muesebeck 1970. Orgilus validus ingår i släktet Orgilus och familjen bracksteklar. Inga underarter finns listade i Catalogue of Life.